# Ernst Abbé
Ernst Abbé (* 4. Juni 1948) ist ein ehemaliger deutscher Fußballspieler. Der Offensivspieler hat von 1966 bis 1969 bei Eintracht Frankfurt in der Fußball-Bundesliga 13 Ligaspiele mit drei Toren absolviert. Der Stürmer war bis auf zwei Jahre beim Karlsruher SC (1969 bis 1971) ausschließlich bei Vereinen aus dem Bundesland Hessen, darunter elf Jahre in der Hessen-Liga, aktiv.

## Karriere
Der 1948 geborene Ernst Abbé spielte in der Jugend beim FFV Sportfreunde 04, einem Stadtteilverein aus Frankfurt-Gallus. Nachdem er 1966 aus der Jugend entwachsen war, verpflichtete ihn die Eintracht zur Saison 1966/67 für ihren Bundesligakader. Neben dem einheimischen Jungtalent kamen noch Fahrudin Jusufi, Siegfried Bronnert und Dieter Krafczyk als Neuzugänge zum Team von Trainer Elek Schwartz. Die Nachwuchshoffnung debütierte in der Rückrunde am 14. April 1967 bei einem 5:0-Heimerfolg gegen Rot-Weiss Essen mit zwei Torerfolgen in der Bundesliga. Mit Jürgen Grabowski, Walter Bechtold und Oskar Lotz hatte er den Eintracht-Angriff gebildet. Am Rundenschlusstag, den 30. Juni 1967, kam er bei der 1:2-Auswärtsniederlage bei München 1860 zu seinem zweiten Bundesligaeinsatz. Sein erstes Pflichtspiel für die Eintracht bestritt der junge Angreifer aber am 21. Februar 1967 bei einem 4:1-Heimerfolg im Messestädtepokal gegen Ferencvaros Budapest. Er erzielte zu seinem Einstand zwei Tore und der ungarische Stürmerstar Flórián Albert musste sich mit dem Ehrentreffer begnügen.
Für die Eintracht bestritt er in den folgenden Jahren 13 Bundesligaspiele, da mit Bernd Hölzenbein und Bernd Nickel hochkarätige Offensivkräfte unmittelbar nachkamen, schaffte er es aber nicht zum Stammspieler. Außerdem bestritt er acht Spiele im UEFA-Pokal, darunter Spiele gegen FC Burnley, Nottingham Forest, Wacker Innsbruck und Juventus Turin, sowie drei Partien im International Football Cup, den er 1967 gewann. Abbé gehörte den Finalteams der Eintracht im alten „Rappan-Pokal“ an, den er mit seiner Mannschaft in zwei Endspielen am 16. Mai beziehungsweise 17. Juni 1967 gegen FK Inter Bratislava gewann.
Von 1969 bis 1971 stand Abbé im Kader des Karlsruher SC, der zu dieser Zeit in der Regionalliga, der damals zweithöchsten deutschen Fußballliga spielte und in der Südstaffel der Liga antrat. In beiden Spielzeiten mit Abbé belegte der KSC den zweiten Platz der Abschlusstabelle und scheiterte anschließend in der Aufstiegsrunde an der Qualifikation für die Bundesliga. Beim KSC debütierte er am 17. August 1969 bei einem 0:0 im Heimspiel gegen den VfR Mannheim in der Regionalliga Süd. Mit Horst Blechinger und Gerd Becker bildete er dabei unter Trainer Kurt Baluses den Dreierangriff des Teams aus dem Wildparkstadion.
Ab 1971 spielte Ernst Abbé drei Jahre lang für Rot-Weiss Frankfurt. Nachdem er die Roten verlassen hatte, stürmte er noch für die SpVgg 05 Bad Homburg, den KSV Hessen Kassel und die SG Hoechst, bevor er 1982 seine aktive Karriere beendete.

## Erfolge
- IFC-Cup-Sieger 1967
- Hessenpokal-Sieger 1974